# Tal·lòfit
Els tal·lòfits són els organismes pluricel·lulars que no tenen una diferenciació cel·lular en arrels, fulles ni tija, sinó un cos vegetatiu poc diferenciat anomenat tal·lus on totes les cèl·lules son semblants en forma i funció. Són tal·lòfits les algues, fongs, líquens i els briòfits.